# 加多宝

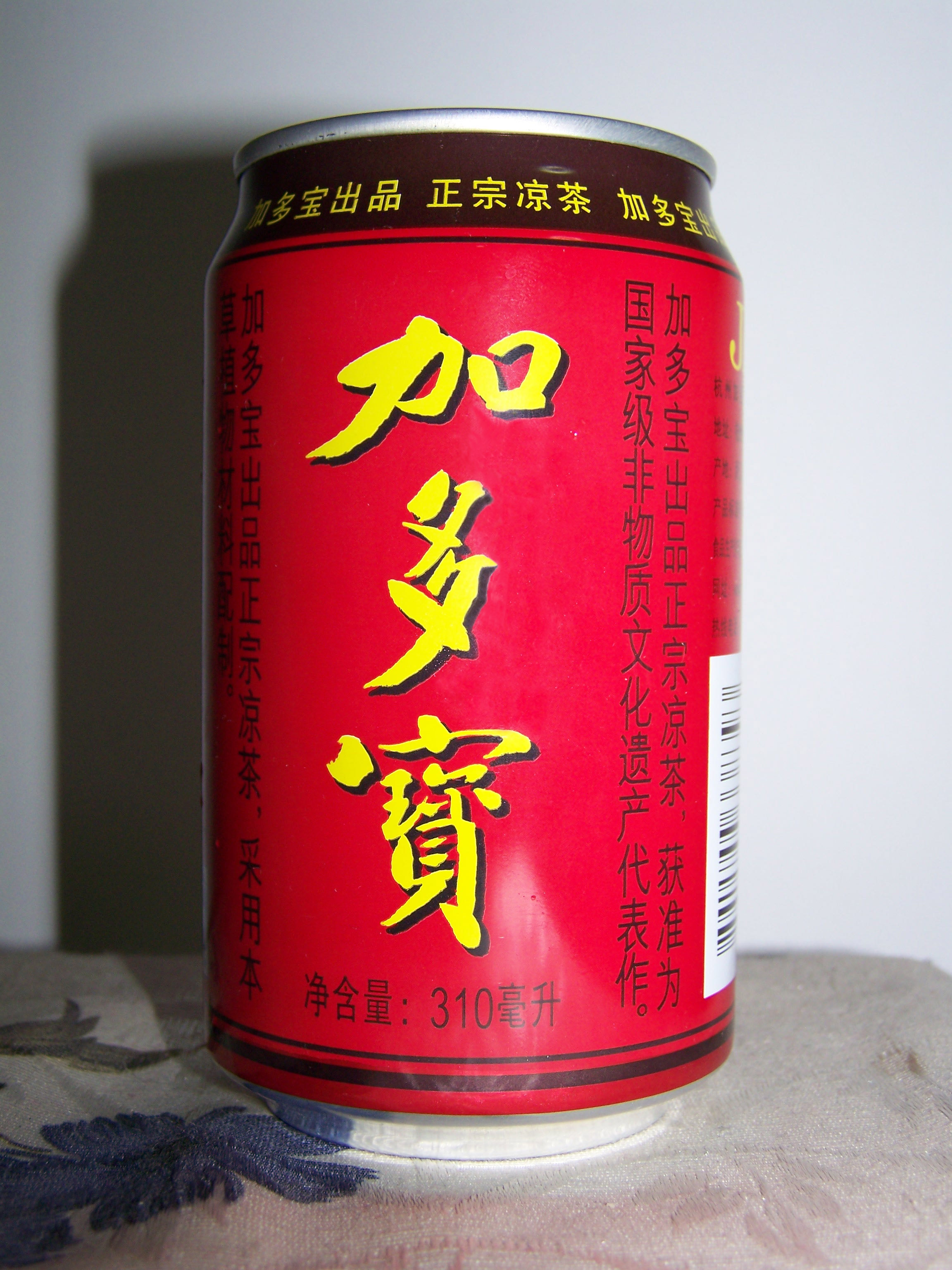
中国で販売されている加多宝（2012年）

加多宝（ジャードゥオバオ）は、中華人民共和国を中心に販売されている清涼飲料水ブランド。香港の広東加多宝集団が製造・販売する。

## 概要

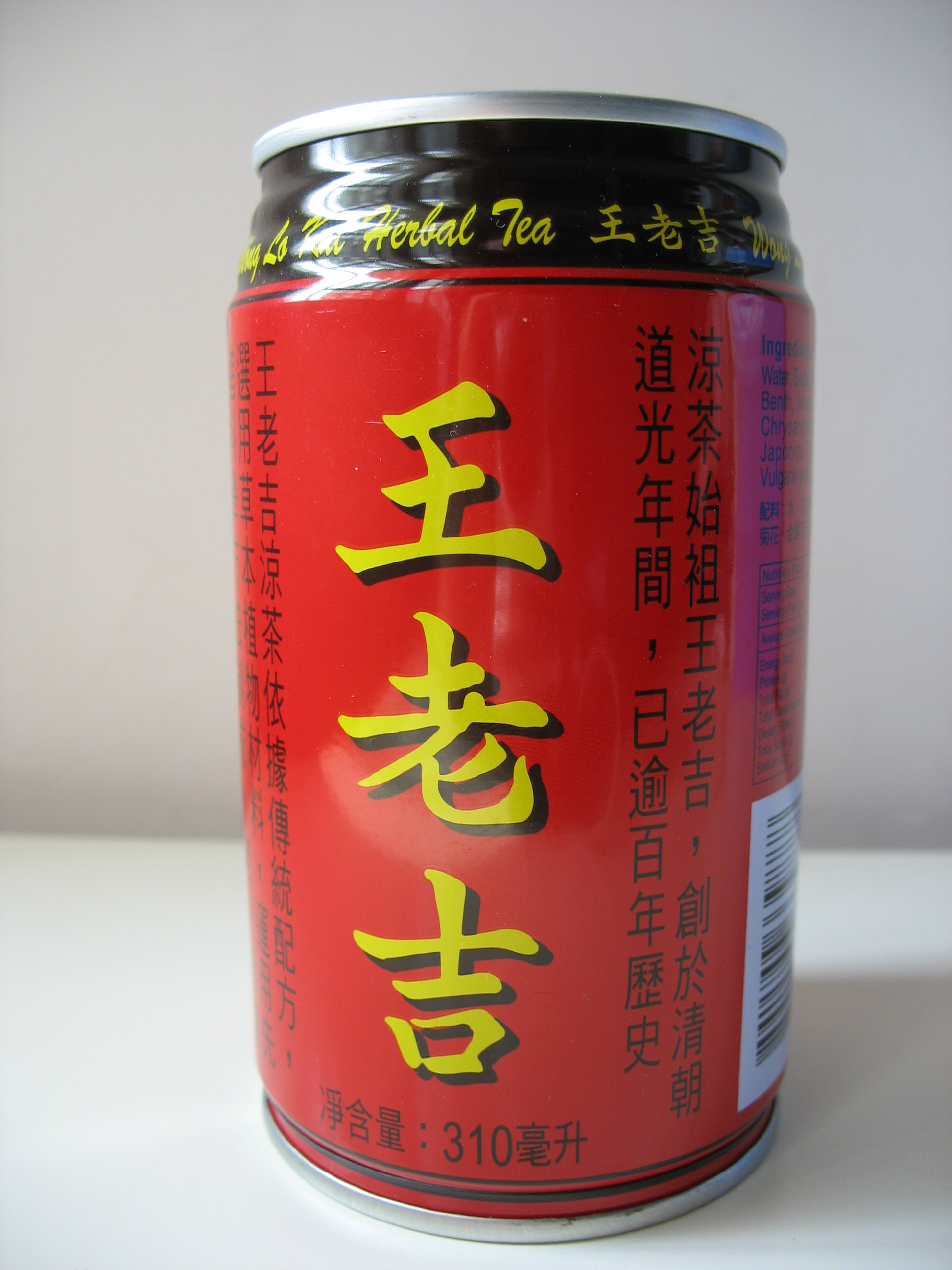
加多宝集団が製造していた王老吉（2009年）

中国国内では、2012年現在涼茶と呼ばれる漢方飲料分野でシェアNo.1を誇る。
味としては漢方の各種成分を含むほか、薬草由来の甘みがあるため、炭酸抜きのルートビアに近いといわれる。

## 歴史
加多宝集団は、2000年より「王老吉（ワンラオジー）」 (zh:王老吉涼茶) のブランド名で涼茶を販売していた。元々このブランドは同じ中国の広州医薬集団が所有していたもので、
加多宝集団では同年に同社との間で10年間のライセンス契約を結んだものである。
加多宝集団では大々的な宣伝戦略や巧妙な流通網の囲い込みにより、本家の広州医薬を遥かに上回る規模の売上を挙げる。当時は元々の広州医薬版「王老吉」が緑の紙パックを中心に展開していたのに対し、
加多宝集団版「王老吉」は赤い缶飲料を中心に展開していた。「王老吉」のブランド価値も急上昇し、一説には1兆円を上回るレベルにも達した。
2008年に発生した四川大地震の際には、中国国内の企業の中でも破格の1億元の寄付を発表したのみならず、そのことを利用したキャンペーンを大々的に実施し、国際的にも注目を浴びた。
2010年にはライセンス契約を延長したものの、その延長契約の締結の際に広州医薬側の総経理が加多宝から賄賂を受け取っていたこと、また延長契約のライセンス料が破格の安値（具体的な額は不明）となったことから、広州医薬の総経理は有罪判決を受けたほか、ライセンス契約の有効性を巡り両社の間で裁判に発展。最終的に2012年に広州医薬が勝訴し、加多宝集団は「王老吉」のブランドを使用できなくなった。このため加多宝集団では自社の社名でもある「加多宝」にブランド名を切り替えた。
しかし、有力ブランドを失ってもなお加多宝のシェアは衰えず、前述のとおり2012年現在も中国国内で涼茶のシェアNo.1を占めている。
中国の清涼飲料水業界全体でもコカ・コーラ等の売上を上回るトップブランドの一つである。